# МіГ-15біс
МіГ-15біс (за кодифікацією НАТО: Fagot, Фегет — англ. В'язанка) — радянський винищувач, розроблений ДКБ Мікояна та Гуревича, розвиток МіГ-15.

## Історія створення МіГ-15біс

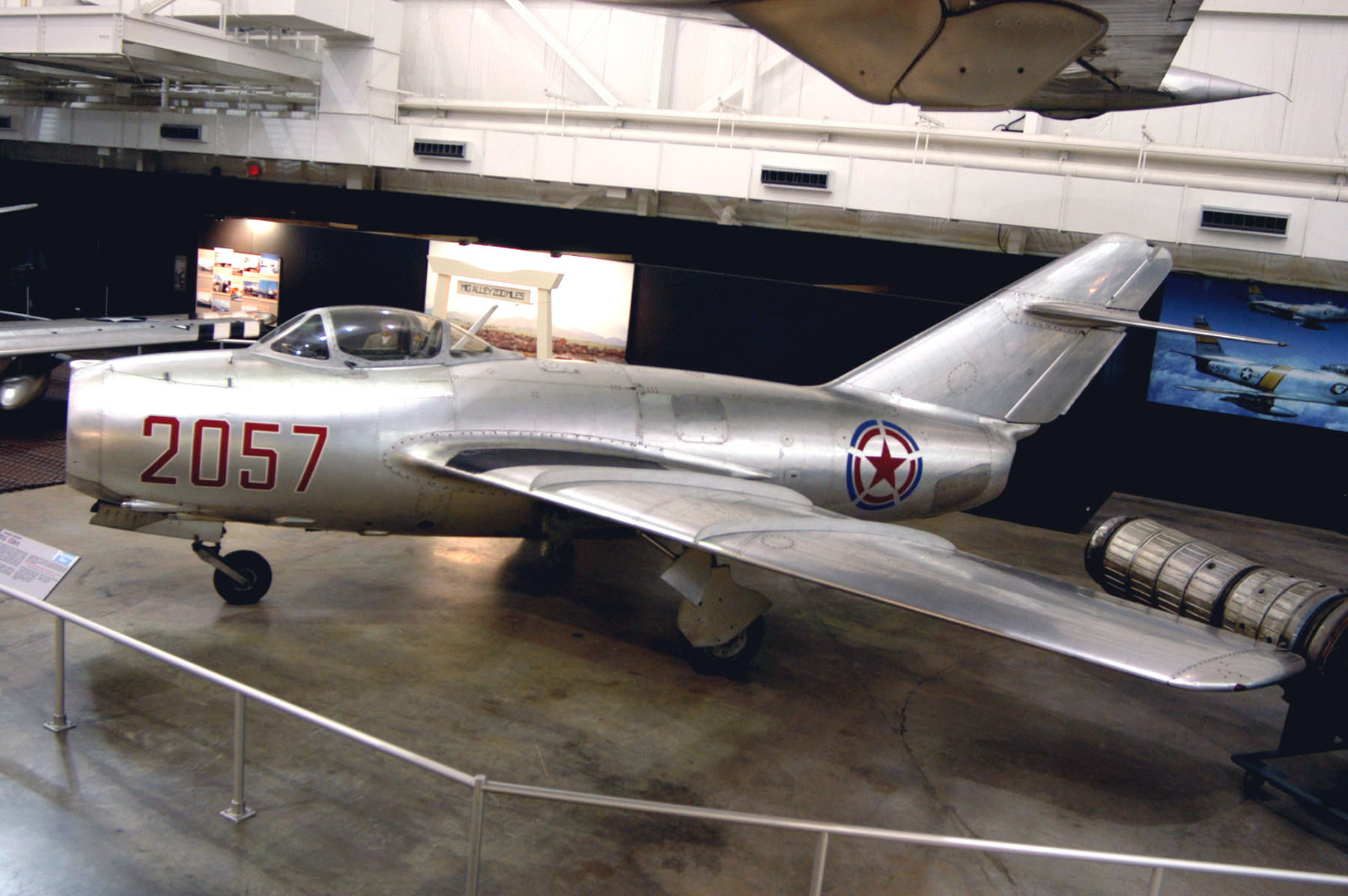
МіГ-15біс в американському музеї. Літак має розпізнавальні знаки ВПС Північної Кореї.

### МіГ-15 «СЛ» і двигун ВК-1
У 1946 році моторобудівне ДКБ В. Я. Климова зайнялося розробкою вдосконаленого варіанта двигуна РД-45Ф, який був копією британського Нін II. Розроблений Климовим ТРД ВК-1 при практично тих же габаритах і масі, що і РД-45Ф, мав на 20 % більшу тягу. Заводські і державні випробування двигуна були проведені на чотирьох серійних МіГ-15, які отримали заводський шифр «СЛ». На початку 1949 року держвипробування двигуна були завершені, а 14 травня, постановою Ради Міністрів СРСР № 1887-697 двигун ВК-1 зі 100 годинним ресурсом був запущений в серійне виробництво.

### МіГ-15біс «СД»
Відповідно до наказу МАП № 386 від 20 травня 1949 року, ДКБ-155 доручалося модифікувати МіГ-15 під двигун ВК-1. На державні випробування літак повинен був бути представлений влітку 1949 року, однак через затримку з отриманням серійного МіГ-15 для модифікації, на держвипробування літак був представлений лише на початку осені.
МіГ-15 № 105015 обладнаний ТРД ВК-1 отримав заводський шифр «СД». Хоч розміри РД-45Ф і були схожі, але через більший діаметр подовжувальної труби, довелося незначно змінити конструкцію хвостової частини. Так само була посилена конструкція крила, а по задній кромці крила була приклепана смужка «ніж» шириною 40 мм (від валення), на правому елероні такий самий «ніж» шириною 30 мм. На літаку «СД» був встановлений гідропідсилювач БУ-1 в управлінні елеронами, в носку лівої консолі крила. Компенсація стерна висоти була збільшена на 22 %, носки стерн висоти і повороту були потовщені.
Ще однією серйозною зміною було нове озброєння, гармати НС-23км були замінені на НР-23, що мали вищу скорострільність. Установка цих гармат була відпрацьована ще на МіГ-15 «СВ». Як і на пізніх серіях МіГ-15, на винищувачі «СД» стояв приціл АСП-3Н. На літак можна було підвішувати дві бомби по 50 або 100 кілограм або два 250 літрових ППБ.
Заводські випробування винищувача «СД» пройшли з 22 липня по 9 вересня 1949 року. Після їх завершення, літак був відправлений до ДЧ НДІ ВПС. Державні випробування почалися 14 вересня, але незабаром після початку випробувань виявилася схильність двигуна до помпажу і «свербіння» — високочастотного трясіння, які виникали на бойових режимах, на висоті більше 8000 метрів. Випробування переривалися тричі для встановлення нового двигуна і державні випробування були успішно завершені лише з четвертим ВК-1, хоча виявлена проблема так і не була остаточно вирішена.
Постановою Ради Міністрів СРСР від 10 червня 1950 року був затверджений Акт за результатами держвипробувань і запуск винищувача в серію під позначенням МіГ-15біс.

### Винищувач супроводу МіГ-15Сбіс «СД-УПБ»
ВПС СРСР був потрібний винищувач супроводу для бомбардувальників, у зв'язку з цим, ДКБ-155 отримало завдання створити варіант МіГ-15біс з дальністю польоту не менше 2200 кілометрів.
В ДКБ Мікояна, для вирішення цього завдання допрацювали серійний МіГ-15біс № 53210114, посиливши крило і поставивши більш потужні тримачі, завдяки чому винищувач міг нести два підвісних бака збільшеної ємності, по 600 літрів кожний. Доопрацьований літак був позначений «СД-УПБ». Через істотне зростання злітної маси було збільшено тиск в пневматиках, а у зв'язку з часом польоту, що збільшився, був доданий додатковий дволітровий кисневий бак.
14 вересня 1950 року почалися державні випробування «СД-УПБ». З одного боку конструктори домоглися необхідної дальності для винищувача, з іншого при польоті з підвісними баками існував ряд обмежень для винищувача, і що найголовніше максимально допустима швидкість з ППБ обмежувалася 650 км/год. Це не дозволяло супроводжувати бомбардувальники Іл-28 і Ту-14. Після скидання баків, характеристики «СД-УПБ» не відрізнялися від характеристик серійного МіГ-15біс.
Наприкінці 1950 року, в ДКБ-155 було проведене доведення аеродинамічної форми баків, що дозволило підвищити приладову швидкість польоту до 820 км/год. Після деякого доопрацювання, на початку 1951 року, «СД-УПБ» був поданий в ДЧ НДІ ВПС на контрольні випробування. У новому вигляді винищувач задовольнив ВПС, і наказом МАП № 849 від 1 вересня 1951 року, він був запущений в серійне виробництво під позначенням МіГ-15Сбіс.

### Розвідник МіГ-15Рбіс «СР-1»
Постановою Ради Міністрів № 1706—663 від 25 квітня 1950 року і наказом МАП від 28 квітня, ДКБ-155 було доручено розробити і показати в липні на державні випробування винищувач МіГ-15біс обладнаний фотоапаратом для планової зйомки АФА-БА/40.
МіГ-15біс № 53210120 був перероблений у збройний фоторозвідник, одна гармата НР-23 була знята, під кабіною пілота був встановлений необхідний фотоапарат. Крім того ДКБ внесло ряд доробок в конструкцію гермокабіни, змінена система наддування і система обігріву, встановлений односкляний ліхтар і фільтр ГФ-1103, що запобігає забрудненню повітря кабіни. Робочий тиск гідросистеми був знижений, для зниження зносу агрегатів та шлангів. Літак отримав позначення «СР» і з невеликою затримкою, в середині серпня він був переданий в ДЧ НДІ ВПС.
Державні випробування почалися 15 серпня, а завершилися 16 вересня, з незадовільними результатами. ВПС не влаштували практично всі зміни внесені в літак, фотообладнання на їхню думку було незручне в експлуатації та недостатньо ефективне, як і нова система наддування, а також фільтр. Запотівання і обмерзання на новому ліхтарі так і не були до кінця усунені. Разом з тим було відзначено що літак «СР» зберіг швидкісні і маневрені характеристики МіГ-15біс, а також більшу частину озброєння, що дозволяло літаку не лише виконувати роль розвідника, а й успішно вести повітряний бій. Таким чином, бойовий радіус «СР» при веденні 10 хвилинного повітряного бою і 10 % резерві палива становив понад 500 кілометрів з використанням ППБ.
На початку серпня Рада Міністрів відзначила незадовільне забезпечення ВПС розвідувальними літаками, і під її тиском під позначенням МіГ-15Рбіс, літак «СР» був прийнятий на озброєння і запущений в серійне виробництво на заводі № 21 в Горькому.

## Варіанти

### МіГ-15біс «СЯ» з крилом підвищеної жорсткості
Після початку масового випуску МіГ-15 і МіГ-15біс та їх експлуатації у військах, у 1950 році проявила себе проблема «звалювання», вперше виявлена на «С-3» але все ще не до кінця усунена. «Звалювання» являло собою мимовільний крен літака при великих приладових швидкостях і числах М. Виникало це явище внаслідок недостатньої жорсткості кореневої частини крила, ослабленої ніші для шасі, при великому швидкісному напорі крило деформувалося, через що підйомна сила крил ставала різною, що в свою чергу і призводило до крену.
Для МіГ-15біс, проблема «звалювання» стояла більш гостро, ніж для МіГ-15, оскільки МіГ-15біс обладнувався більш потужним двигуном і мав велику швидкість, при цьому крило у літаків було практично однаковим. Спочатку з «звалювання» боролися за допомогою приклепаних «ножів» до задньої крайки крила, проте їх ефективність була явно недостатньою.
Для вирішення виниклої проблеми, на двох серійних МіГ-15біс (№ 122040 і 122067) було посилено крило за рахунок введення фестонів під обшивку і посилення заднього стрингера крила, що обважнювало крило на 30 кілограм. Модернізовані машини отримали шифр «СЯ-1» і «СЯ-2». У вересні 1950 році ці два літаки і ще один МіГ-15біс мав лише «ножі» на старому крилі, були пред'явлені в ДК НДІ ВПС на держвипробування. Державні випробування пройшли з 26 вересня по 9 жовтня 1950 року. За їх результатами було встановлено, що до кінця подолати асиметричне деформування не вдалося. Максимальна швидкість, на якій не виникав крен, збільшилася на 30-60 км/год, однак ВПС вимагали повного усунення проблеми.
На літаку «СЯ-3» (серійний МіГ-15біс № 122058) було застосовано ще більш жорстке крило. Його посилили шляхом істотного потовщення обшивки і посилення каркаса крила, внаслідок чого крило «СЯ-3» поважчало на 60 кілограм. Випробування в ДЧ НДІ ВПС проведені з 11 листопада по 28 листопада 1950 року показали, що нове крило запобігає «звалюванню» у всьому діапазоні швидкостей в межах встановлених обмежень по швидкісному напору і числу М. У підсумку, наприкінці 1950 року заводи, що випускали МіГ-15біс, перейшли на виробництво винищувачів з крилом літака «СЯ-3».

### МіГ-15біс «СА» з системою посадки наосліп ОСП-48
Зважаючи на необхідність мати на озброєнні винищувачі здатні до польотів у будь-яких метеоумовах і у темний час доби, було вирішено розпочати роботи щодо обладнання серійних МіГ-15біс системою посадки наосліп. Постановою Ради Міністрів СРСР від 16 січня 1950 року і наказом МАП від 24 січня ДКБ Мікояна отримало завдання обладнати два серійних МіГ-15 для цілодобового використання.
Літаки, що отримали заводський шифр «СА-1» і «СА-2», були обладнані системою посадки наосліп ОСП-48, що включала в себе такі прилади:
- Автоматичний радіокомпас АРК-5 «Амур»
- Маркерний радіоприймач МРП-48 «Дятел»
- Радіовисотомір малих висот РВ-2 «Кристал»
- Гідромагнітний компас ЕДГМК-3 з датчиком дистанційного компаса ПДК-48

Крім того на літаку були встановлені відповідач системи розпізнавання СРО-1 «Барій-М» і ультракороткохвильова радіостанція РСІУ-3. У зв'язку з тим, що збільшилася номенклатура обладнання, знадобилося значне перекомпонування літака, а також доопрацювання приладової панелі, для розміщення на ній додаткових приладів.
Так само літаки серії «СА» отримали більш потужні двигуни ВК-1. Для розміщення цих двигунів вони були переобладнані аналогічно літакам серії «СЛ», використаним для відпрацювання цих двигунів, але з деякими удосконаленнями. Згодом технічні рішення, застосовані при установці ТРД ВК-1 на МіГ-15, були використані у конструкції винищувача МіГ-15біс.
Заводські випробування «СА-1» пройшли з 4 лютого по 10 березня, а держвипробування 29-31 березня і 6-19 квітня 1950 року. Перерва в державних випробуваннях була обумовлена необхідністю проведення регламентних робіт на двигуні і заміні його подовжувальної труби. За час випробувань було проведено 24 польоти, в тому числі 3 нічних. За результатами випробувань була відзначена задовільна робота системи, проте було потрібно доопрацювати приладову панель, а також більш оптимально розмістити обладнання у внутрішніх обсягах літака і зовнішні антени системи ОСП-48. Крім цього був знайдений ряд менш значних недоліків, таких як недостатній аварійний запас електроенергії, ненадійна робота датчика компаса і т. ін.
Доопрацювання МіГ-15біс з системою ОСП-48 було завершене на літаках «СА-3» і «СА-4», основною відмінністю цих літаків від попередників і один від одного було компонування устаткування. У підсумку, для прискорення робіт за угодою з ВПС, у варіант «СА-3» було переобладнано 15 стройових винищувачів для проведення військових випробувань, а «СА-4» у підсумку став еталонним винищувачем для виробництва МіГ-15біс з системою ОСП-48.

### Перехоплювач МіГ-15Пбіс «СП-1»
У грудні 1948 року ДКБ Мікояна отримало завдання створити всепогодний перехоплювач на базі МіГ-15 з РЛС «Торій-А», яка в той час розроблялася в НДІ-17. До переобладнання планувався один з перших п'яти серійних МіГ-15 випущених наприкінці 1948 року, а пред'явити його на державні випробування належало в липні 1949 року. На початку 1949 року на дослідному заводі ДКБ Мікояна, почалися роботи по перехоплювачу, літак отримав заводський шифр «СП-1». У конструкцію МіГ-15 були внесені наступні зміни, пов'язані з установкою РЛС:
- Над повітрозабірником був розміщений радіопрозорий обтічник РЛС.
- Змінені обводи носової частини фюзеляжу, для розміщення РЛС.
- Змінено форму козирка ліхтаря.
- Зняті обидві гармати НС-23КМ(інші мови), для звільнення необхідного РЛС простору в носовій частині.
- Боєкомплект гармати Н-37(інші мови) був збільшений до 60 снарядів.
- Через перекомпонування озброєння, була змінена конструкція передньої стійки шасі.
- Зважаючи на збільшене споживання енергії, на «СП-1» був встановлений більш потужний генератор ГСК-6000.

Крім цього, на перехоплювач був встановлений дослідний двигун ВК-1, у зв'язку з чим довелося дещо змінити конструкцію хвостової частини фюзеляжу. Збільшена площа і змінена форма гальмівних щитків. Був збільшений кут поперечного V крила, а в системі управління елеронами був встановлений бустер Б-7. Склад обладнання включав систему сліпої посадки ОСП-48, радіостанцію РСІУ-3 і коліматорний приціл ПКІ-1.
23 квітня 1949 року почалися заводські випробування, які провели льотчики-випробувачі О. М. Чєрнобуров і Г. О. Сєдов. Через затримки пов'язані з доведенням РЛС «Торій-А» заводські випробування затягнулися і закінчилися лише 20 січня 1950 року. 31 січня «СП-1» був переданий в ДЧ НДІ ВПС для державних випробувань, що завершилися 20 травня. На перехоплювачі «СП-1» в різних метеоумовах літали льотчики-випробувачі Супрун, Калачов, Пікуленко, Благовіщенський, Антіпов, Дзюба та Іванов. Мішенями для імітації перехоплення виступали бомбардувальники Ту-4 та Іл-28.
Літак на відміну від РЛС нарікань не викликав, льотні дані, не зважаючи на деяке їх зниження пов'язане з вагою літака, що збільшилася, і аеродинамікою носової частини, що погіршилася, залишалися на достатньо високому рівні і були близькі до льотних даних МіГ-15біс. Сама ж РЛС «Торій-А» зазнала критики:
- Часті відмови при падінні обертів двигуна нижче 7600-8000 об/хв.
- Порушення регулювання РЛС при стрільбі у повітрі.
- Незручність управління станцією через ручне супроводження цілі.

У підсумку розробка перехоплювача МіГ-15 з РЛС «Торій» закінчилася випуском малої серії з п'яти перехоплювачів під позначенням МіГ-15Пбіс.

## Тактико-технічні характеристики
Наведено дані випущеного заводом № 155 у 1949 році МіГ-15біс сер. № 105015 з двигуном № 94-291.
Джерело: Gordon, 2001, pp. 121, 114-116; Арсеньев, Крылов, 1999, стор. 78.
Основні характеристики
- Екіпаж: 1 пілот
- Довжина: 10,11 м
- Висота: 3,7 м
- Розмах крила: 10,08 м

- Площа крила: 20,6 м²
- Кут стрілоподібності по передній кромці: 37°
- Коефіцієнт подовження крила: 4,85
- Коефіцієнт звуження крила: 1,61
- Крило у плані: ЦАГІ С-10C біля кореня крила, ЦАГІ СР-3 — закінцівки
- Середня аеродинамічна хорда: 2,12 м
- База шасі: 3,475 м
- Колія шасі: 3,81 м
- Маса порожнього: 3582 кг
- Нормальна злітна маса: 4960 кг
- Маса палива у внутрішніх баках: 1400 л (+ 2 × 250 л або 300 л або 400 л або 600 л ППБ)

Льотні характеристики
- Практична дальність: 1200 км / 1976 км з ППБ
- Швидкопідйомність:  
  - біля землі: 50,0 м/с
  - на висоті 5000 м: 35,2 м/с
  - на висоті 10000 м: 20,8 м/с
- Час набору висоти:
  - 5000 м за 1,95 хв
  - 10000 м за 4,9 хв
- Час/радіус віражу:
  - на висоті 2000 м: 20,7 с/460 м
  - на висоті 5000 м: 34,0 с/845 м
  - на висоті 10000 м: 63,7 с/1840 м
- Набір висоти за розворот:
  - на висоті 5000 м: 3090 м
  - на висоті 11400 м: 1450 м
- Довжина розгону: 475 м
- Довжина пробігу: 670 м

Озброєння
- Стрілецько-гарматне:  
  - 1 × 37 мм гармата Н-37(інші мови) з 40 наб.
  - 2 × 23 мм гармати НР-23(інші мови) з 80 наб. на жерло
- Точки підвіски: 2
- Бомби: 2 × 50 кг або 100 кг